# フィリップ2世 (ナミュール侯)
フィリップ2世（フランス語：Philippe II, 1195年 - 1226年）は、ナミュール侯（在位：1216年 - 1226年）。

## 生涯
ラテン皇帝ピエール2世・ド・クルトネーとヨランド・ド・エノーの長男。1212年に母方の叔父フィリップ1世が死去し、母ヨランドが一時的にナミュールを相続した後、1216年にフィリップ2世に継承させた。
父ピエールは1216年にラテン帝国皇帝に選ばれた。1217年にピエールが死去したとき、フィリップ2世は皇帝につくことを拒否した。このため、弟ロベールがラテン皇帝となった。
フィリップ2世は、いまだにナミュールに対する権利を主張していたルクセンブルク伯ハインリヒ4世の子孫と争わなければならなかった。フィリップ2世はルクセンブルク女伯エルメジンデの夫リンブルフ公ヴァルラム3世と戦い、最終的に1223年3月にディナンで和平を結んだ。
1226年、フィリップ2世はフランス王ルイ8世が主導したアルビジョア十字軍とアヴィニョン包囲戦に参加した。フィリップ2世は同年にオーヴェルニュのサン＝フルールで死去した。未婚であったため、ナミュール侯位は弟アンリが継承した。